# Аудиторская компания
Ауди́торская компа́ния — юридическое лицо, как правило со специальной, исключительной или ограниченной правоспособностью (чаще всего имеющее право осуществлять только аудиторскую деятельность и оказывать сопутствующие услуги), созданное в соответствии с национальным законодательством о бухгалтерском учёте и аудиторской деятельности, а также стандартами в области аудита и имеющее необходимые разрешения, лицензии, сертификаты и допуски, а также выполняющее иные установленные законом требования (например по страхованию гражданской ответственности, членству в профессиональных объединениях, обучению сотрудников и т. д.).
Лицо, занимающееся аудитом, в российской практике именуется аудитор, вне России это же название используется для аудиторской компании.

## Особенности деятельности
Целью деятельности такой компании является извлечение прибыли путём оказания на основании заключаемых договоров возмездных услуг по проведению силами штатных или привлекаемых специалистов — аудиторов, проверки представленной бухгалтерской (финансовой) отчётности и выражение в установленной законом форме (чаще всего в виде письменного заключения) независимого, компетентного и обоснованного мнения о достоверности такой отчётности и полноте отражения в ней сведений о результатах хозяйственной деятельности (прибылях и/ или убытках) оборотах и размере имущества проверяемого предприятия, за определённый период времени (чаще всего финансовый год). Задачей деятельности аудиторской компании является проведение проверки отчётности и данных учёта с соблюдением определяемых законом процедур, требований правил и стандартов, а также подтверждение по результатам такой проверки (или неподтверждение) достоверности бухгалтерской отчётности с последующем информированием заинтересованных пользователей финансовой отчетности о своём мнении в форме аудиторского заключения, а также сообщение им о проведённых процедурах и установленных существенных фактах и обстоятельствах имеющих значение для оценки отчётности и чтения баланса в форме сопутствующей письменной информации аудиторов.
Своё мнение о достоверности отчётности проверяемого предприятия аудиторская компания отражает в аудиторском заключении к оформлению и содержанию, а также публикации которого, как правило предъявляются формальные установленные законом требования. Аудиторское заключение подписывается аудитором проводившим проверку, и как правило, руководителем аудиторской организации. За достоверность аудиторского заключения компания отвечает на общих основаниях норм гражданской ответственности, при этом ,как правило, такая ответственность страхуется, существующее мнение, о том что компания отвечает своей лицензией и репутацией ошибочно, поскольку в ряде юрисдикций лицензия не требуется (в том числе в России), а репутация является крайне размытым неправовым и неэкономическим понятием, с учётом того, что все крупнейшие экономические скандалы, последнего столетия так или иначе были связаны с недобросовестными действиями участвующих в них аудиторов (например Энрон и Артур Андерсен) данное обстоятельство сводит ценность этого актива к нулю. Существует так же спорное мнение, что с серьёзными инвесторами невозможно работать без привлечения авторитетных аудиторских компаний . Однако крупные инвестиционные компании и государственные структуры, как правило содержат свои собственные службы контроля, оценки, ревизии и внутреннего аудита, которые эффективно выполняют роль аудиторов, исключением является случаи выхода заёмщика на открытый рынок капитала через размещение ценных бумаг среди большого или даже неограниченного круга лиц (например на бирже) в этом случае на первое место выступает независимость мнения аудиторской организации, и отсутствие аффилированности аудиторов с группой инвесторов, могущее причинить потенциальный вред иным инвесторам.
Кроме аудита, аудиторская компания может оказывать услуги, сопутствующие аудиту : ведение или восстановление бухгалтерского учёта на предприятии, оценочную деятельность, консалтинг, юридические услуги, внедрение систем автоматизации. Однако такие услуги оказываются с учётом ряда ограничений — недопустимой практикой например в большинстве стран признаётся выдача заключения на основе данных учёта и отчётности, которые ранее велись или восстанавливались этой же аудиторской организацией. Данные ограничения установлены в целях предотвращения самоконтроля.
Известны однако случаи, когда крупные аудиторские фирмы принимали на себя функции непосредственно и не связанные с аудитом — в том числе по выполнению функций контрольно — ревизионных, финансовых, следственных и таможенных органов, а также надзорной и инспекционной деятельности, а также деятельности по оценке и подтверждению тех или иных свойств или качеств — например по достижению построенным объектом или оборудованием заданной мощности и т. д.

## СССР, Россия
Аудиторские компании оказывают услуги в соответствии с Законом об аудиторской деятельности в РФ. Первая аудиторская компания в СССР была создана в 1987 году и называлась АО «Инаудит». Создание фирмы было связано с образованием совместных предприятий в различных отраслях хозяйства СССР. Фирма просуществовала недолго — в 1992 году руководство Министерства экономики и финансов РСФСР отказало ей в помещении, и в результате она перестала существовать.
5 декабря 1991 года Е. Т. Гайдар поручил Министерству экономики и финансов РСФСР совместно с заинтересованными министерствами и ведомствами рассмотреть вопрос о создании аудиторской службы. 22 декабря 1993 года Президент РФ подписал Указ, которым утвердил «Временные правила аудиторской деятельности в Российской Федерации», вступившие в силу с момента опубликования Указа, то есть с 29 декабря 1993 года.
Закон об аудиторской деятельности был принят в 2001 году.
Новый закон об аудиторской деятельности действует с 2008 года.